# Тихонов, Павел Ильич
Павел Ильич Тихонов (1877—1944) — русский советский артист оперы (бас), вокальный педагог, общественный деятель. Заслуженный деятель искусств Белорусской ССР (1940).

## Биография
Родился в Санкт-Петербурге 27 февраля 1877 года[по какому календарю?].
В 1900 году окончил юридический факультет Санкт-Петербургского университета. В 1903—1904 годах брал уроки вокала у Габеля; с 1905 года был солистом оперы Народного дома (Петербург); в 1907—1911 годах пел в оперных театрах Киева и Одессы. С 1911 года был солистом Большого театра, где работал с перерывом до 1928 года (в 1917—1919 годах находился в Одессе, где в 1918 году окончил Одесскую консерваторию). Был председателем первой корпорации артистов-солистов и одним из организаторов музыкально-вокальной студии в Большом театре.
В 1923—1924 годах занимался в Оперной студии К. С. Станиславского.
В 1924 году начал педагогическую деятельность; в 1928—1933 годах был доцентом вокального факультета Московской консерватории, с 1933 года — профессор и декан Белорусской консерватории.
Во время войны руководил в Саратове вокальным факультетом объединенных Саратовской и Московской консерваторий.
Был партнёром Ф. Шаляпина, Л. Собинова, А. Неждановой, К. Держинской, Н. Обуховой, В. Петрова, Л. Савранского, С. Мигая и других.
Умер в Москве 23 марта 1944 года. Похоронен на Введенском кладбище (уч. 19).

## Оперные партии
В его репертуаре были 93 оперные партии, в их числе:
- «Миньона[англ.]» А. Тома — Лотарио
- «Фауст» Ш. Гуно — Мефистофель
- «Золотой петушок» Н. А. Римского-Корсакова — Додон
- «Севильский цирюльник» Россини — Бартоло
- «Валькирия» Р. Вагнера — Вотан
- «Князь Игорь» А. П. Бородина — Кончак
- «Хованщина» М. П. Мусоргского — Досифей
- «Руслан и Людмила» М. И. Глинки — Варлаф